# 島えりか
島 えりか（しま えりか、1970年10月26日 - ）は日本の元アイドル。東京都出身。

## 経歴
1987年、桜井智・絵本美希と共にアイドルグループ「レモンエンジェル」のメンバーとしてデビュー。レモンエンジェルとしての番組でのキャッチフレーズは「完璧なおしゃれを目指したい島えりか」だった。
この3人組のアイドルグループは、『くりいむレモン』から派生した同名アニメ『レモンエンジェル』とのメディアミックスの中で生まれたものである。島は『レモンエンジェル・イメージガールコンテスト』において入賞を果たしグループに参加。代表作は同名アニメの主題歌であった『第一級恋愛罪』（バナナラマのカバー）。グループは1990年に解散。
事実上引退となっていたが、2022年1月より株式会社ギャラクシーオーシャン所属となり、ミセスモデルとして活動を再開。

## 出演作品
太字は主役・メインキャラクター

### テレビアニメ
1987年
- ミッドナイトアニメ・レモンエンジェル（エリカ：島えりか）

### OVA
- プロジェクトA子3 シンデレラ・ラプソディ